# Villa Santina

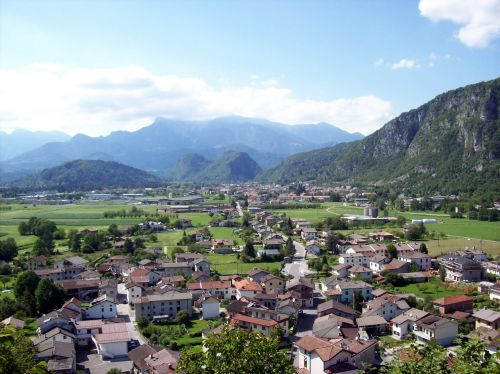
Invillino & Villa Santina

Villa Santina is een gemeente in de Italiaanse provincie Udine (regio Friuli-Venezia Giulia) en telt 2230 inwoners (31-12-2004). De oppervlakte bedraagt 13,0 km², de bevolkingsdichtheid is 169 inwoners per km².
De volgende frazioni maken deel uit van de gemeente: Invillino.

## Demografie
Villa Santina telt ongeveer 925 huishoudens. Het aantal inwoners steeg in de periode 1991-2001 met 2,5% volgens cijfers uit de tienjaarlijkse volkstellingen van ISTAT.
| Jaar | Inwoneraantal |
| ---- | ------------- |
| 1991 | 2141          |
| 2001 | 2194          |

## Geografie
De gemeente ligt op ongeveer 363 m boven zeeniveau.
Villa Santina grenst aan de volgende gemeenten: Enemonzo, Lauco, Raveo, Tolmezzo, Verzegnis.